# Laragne-Montéglin
Laragne-Montéglin is een gemeente in het Franse departement Hautes-Alpes (regio Provence-Alpes-Côte d'Azur). De gemeente telde 3.566 inwoners op 1 januari 2022. De plaats maakt deel uit van het arrondissement Gap.

## Geschiedenis
De gemeente is ontstaan in 1949 door de fusie van de gemeenten Laragne en Montéglin.

### Laragne

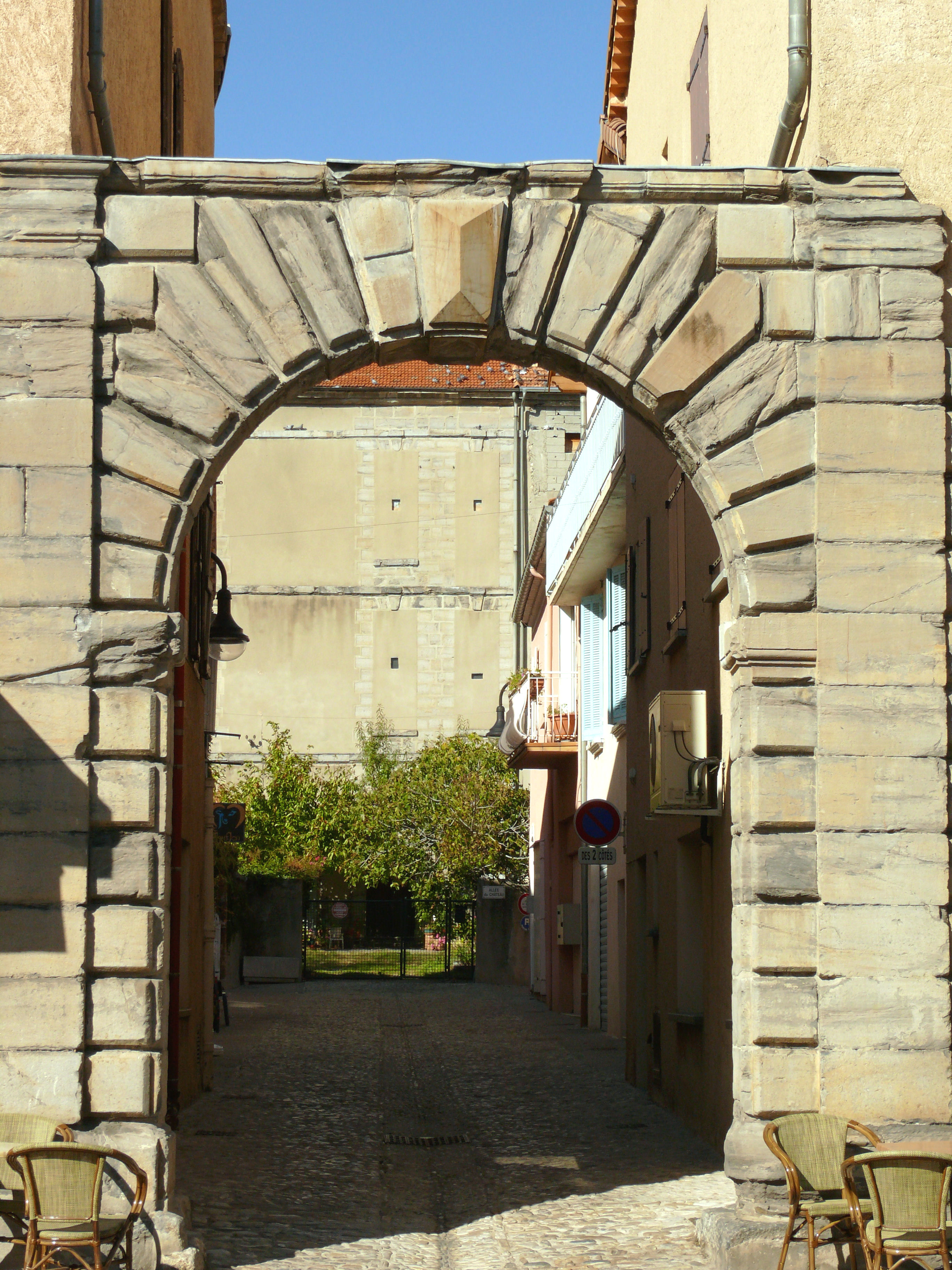
Monumentale toegangspoort van het kasteel van Laragne

In de 12e eeuw lieten de heren van Mévouillon een kasteel op een hoogte bouwen. Rond dit kasteel en een kerk ontstond het dorp Arzeliers, dat voor het eerst genoemd werd in 1230. Arzeliers werd een baronie en telde rond 1230 ongeveer 1.000 inwoners. De plaats had erg te lijden onder de hugenotenoorlogen eind 16e eeuw. In 1604, toen Gaspard de Perrinet de baronie verwierf, lag het kasteel in puin. Vijf jaar later liet deze vooraanstaande hugenoot een nieuw kasteel bouwen in de vlakte. Hier bij de Buëch en een 12e-eeuws kanaal stonden voordien enkel een paar watermolens. De bouw van het kasteel duurde dertig jaar en vormde de basis van het dorp Laragne. De Perrinet zorgde ervoor dat er in 1618 een protestantse tempel kwam in Laragne. Dit nieuwe dorp nam toe in belang en Arzeliers ontvolkte stilaan tot de laatste bewoner in 1943 het oude dorp verliet.
In 1849 werd in Laragne een nieuw irrigatiekanaal geopend voor de landbouw. Vooral de teelt van zijderupsen was belangrijk. Tot 1962 werden in het oude kasteel van Laragne eieren van de zijderupsvlinder gekweekt. Op het hoogtepunt waren bijna 500 personen werkzaam in deze bedrijfstak. In 1875 opende het spoorwegstation. In 1918 werd een oude meelmolen gemoderniseerd. In de molen, die sloot in 1992, waren in de jaren 1970 tot 125 personen te werk gesteld. In 1959 werd een groot psychiatrisch ziekenhuis geopend in Laragne, later Centre Hospitalier Buëch-Durance, dat een grote werkgever werd.
In 1917 landde de Duitse zeppelin LZ 85 'L45' nabij Laragne na een bombardement op Londen. De zeppelin was uit koers geslagen en de bemanning werd krijgsgevangen gemaakt.

### Montéglin
Montéglin ontstond in de late middeleeuwen rond een kasteel gebouwd op een hoogte. Door watergebrek verplaatste de bewoning zich naar de vlakte aan de Buëch. In 1845 werd een eerste brug over de stortbeek de Véragne gebouwd, die Laragne en Montéglin van elkaar scheidde.

## Geografie
De oppervlakte van Laragne-Montéglin bedroeg op 1 januari 2022 23,51 vierkante kilometer; de bevolkingsdichtheid was toen 151,7 inwoners per km².
De gemeente ligt in de vallei van de Buëch.
De onderstaande kaart toont de ligging van Laragne-Montéglin met de belangrijkste infrastructuur en aangrenzende gemeenten.

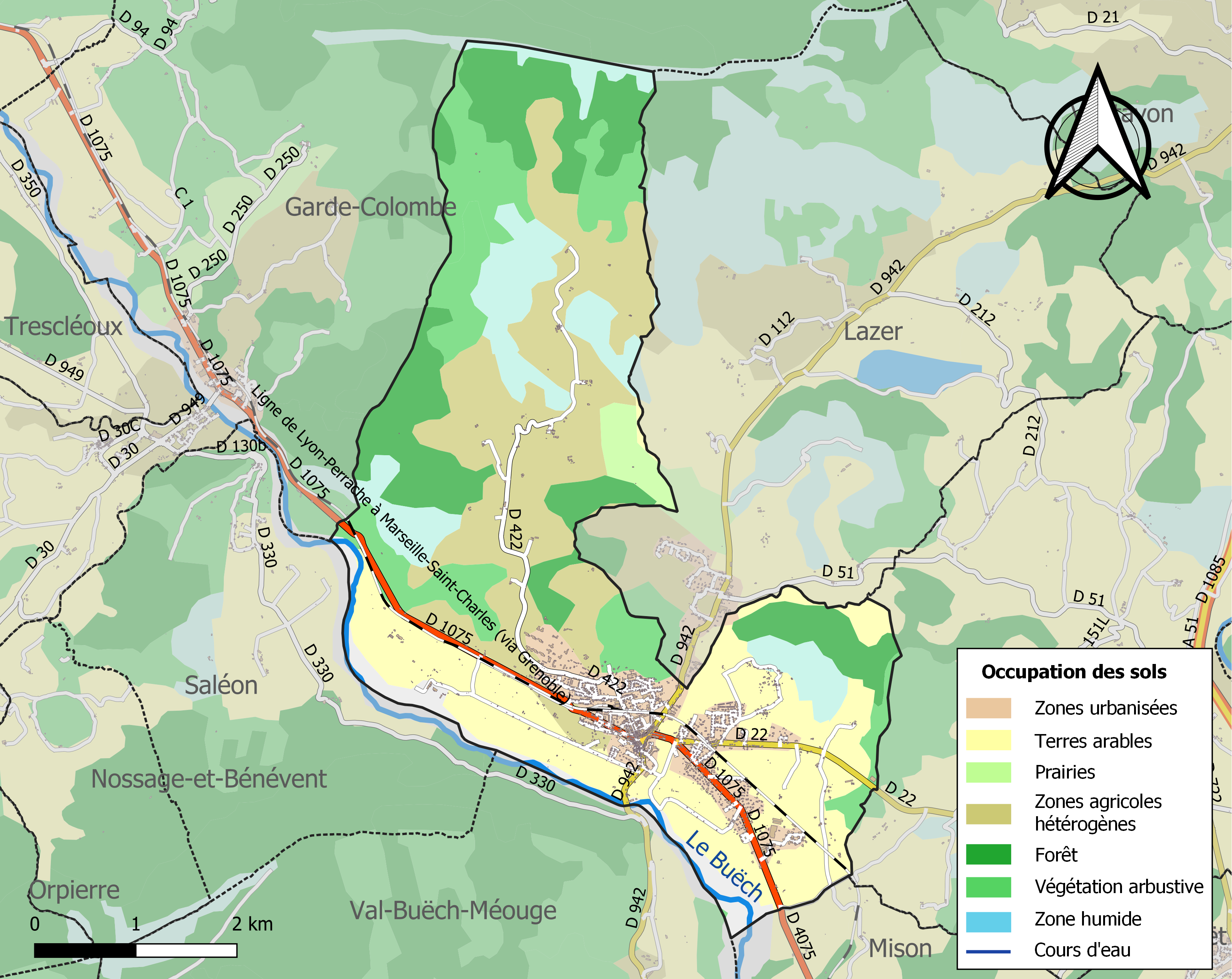

## Verkeer en vervoer
In de gemeente ligt spoorwegstation Laragne.

## Demografie
Onderstaande figuur toont het verloop van het inwonertal (bron: INSEE-tellingen).
Vanwege een beveiligingsprobleem met de MediaWiki Graph-software is het momenteel niet mogelijk deze grafiek weer te geven. Zodra de software is bijgewerkt zal de grafiek vanzelf weer zichtbaar worden.

## Bezienswaardigheden

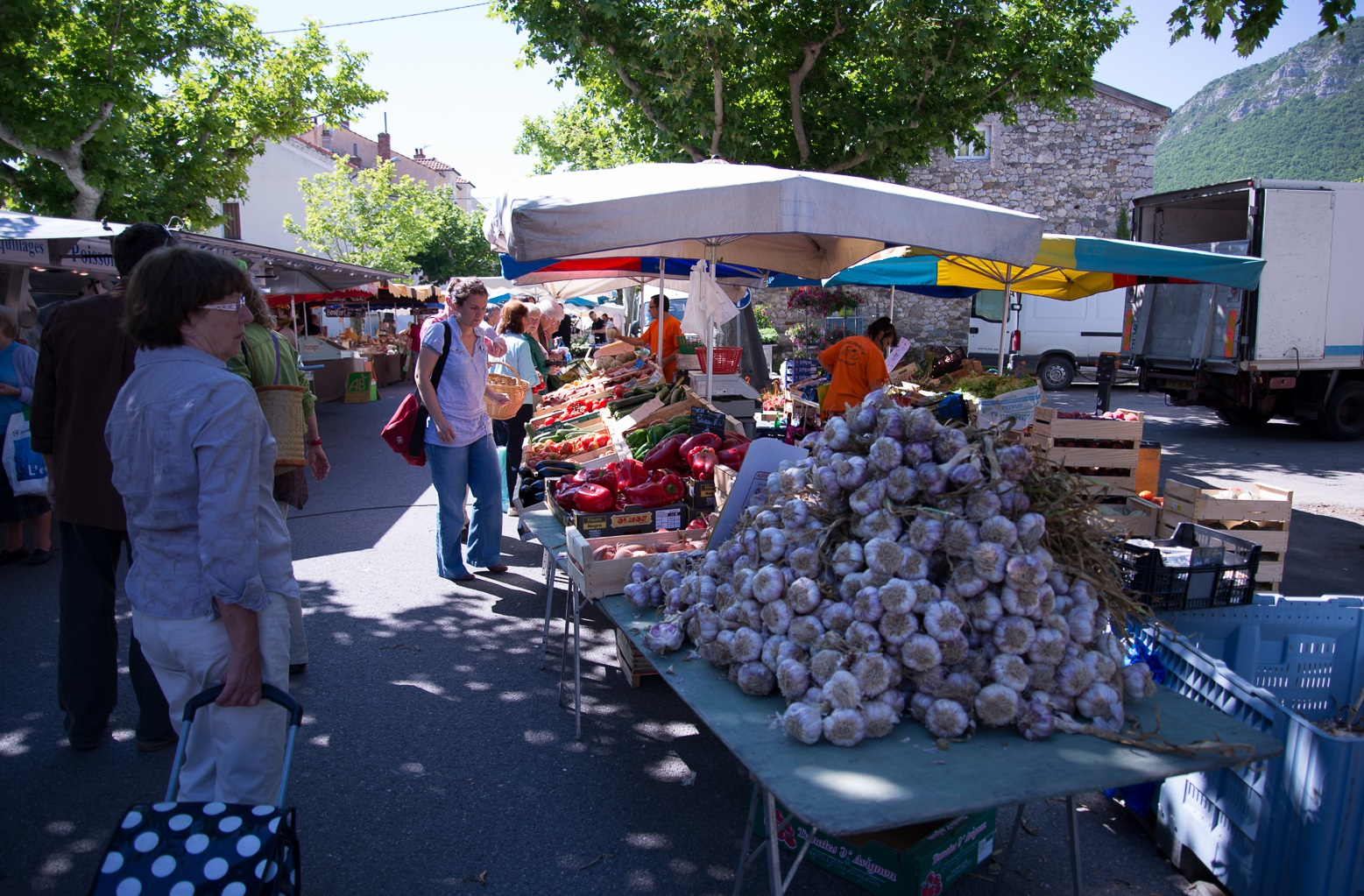
Provençaalse markt in Laragne

Toeristische troeven van de gemeente zijn de wekelijkse markt en de Gorges de la Méouge, een rivierkloof op vijf km van het centrum. Daar wordt ook aan deltavliegen en parapente gedaan.
Bouwkundig erfgoed in Laragne-Montéglin zijn:
- het kasteel van Laragne (17e eeuw);
- de ruïnes van Arzeliers.